# Delícias do Sexo
Delícias do Sexo é um filme brasileiro de 1980 cuja direção foi de Carlos Imperial. O filme é considerado um dos estrondosos sucessos da pornochanchada brasileira, com um público registrado de quase um milhão de pessoas; mais precisamente 911.491 espectadores. A obra ocupa a 284º posição dos filmes brasileiros mais vistos da história do cinema nacional.À época do lançamento, Carlos Imperial armou para que atrizes ficassem fingindo que eram da Liga da Decência, protestando contra o filme. As películas originais da obra foram doadas ao Museu de Arte Moderna do Rio de Janeiro. No meio acadêmico, o filme é abordado ao menos em duas dissertações de mestrado: em 2015, por Jairo Carvalho do Nascimento em seu doutorado em História pela Universidade Federal da Bahia (UFBA), “Erotismo e relações raciais no cinema brasileiro: a pornochanchada em perspectiva histórica”; e em 2017 por Rodrigo Soares Duhau, para seu mestrado em Ciência Política pelo Centro Universitário Euro-Americano (UNIEURO), “Homossexualidade, representação e censura no cinema brasileiro (1972-1988)”.

## Elenco
- Ubirajara Alcântara
- Celso Faria
- Georgia Grey
- Carlos Imperial
- Ana Maria Kreisler
- Márcia Mendes